# Saint-Marcel-sur-Aude
Pour les articles homonymes, voir Saint-Marcel.
Saint-Marcel-sur-Aude  est une commune française, située dans le nord-est du département de l'Aude en région Occitanie.
La commune possède un patrimoine naturel remarquable : un site Natura 2000  et une zone naturelle d'intérêt écologique, faunistique et floristique.

## Géographie

### Localisation

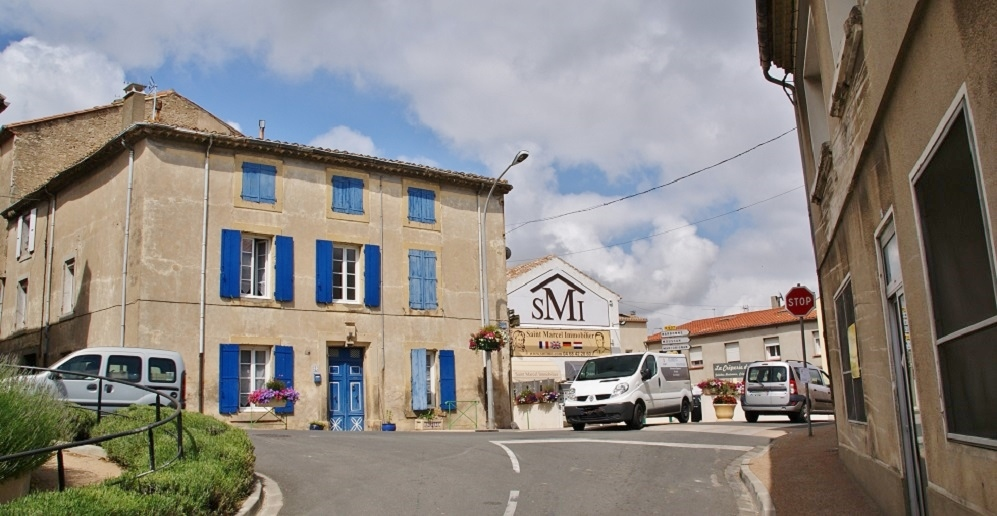
Ambiance du village.

Saint-Marcel-sur-Aude est un bourg de la périphérie’ nord-ouest de Narbonne.
Sur le plan historique et culturel, la commune fait partie du Narbonnais, un pays comprenant Narbonne et sa périphérie, le massif de la Clape et la bande lagunaire des étangs.
La commune se trouve dans l'aire d'attraction de Narbonne, sa zone d'emploi et son bassin de vie, ainsi que dans l'unité urbaine de Saint-Nazaire-d'Aude

### Communes limitrophes
Les communes limitrophes sont Ginestas, Marcorignan, Moussan, Saint-Nazaire-d'Aude et Sallèles-d'Aude.
| Ginestas (sur 100 m) |                       | Sallèles-d'Aude |
| Saint-Nazaire-d'Aude | Saint-Marcel-sur-Aude |                 |
|                      | Marcorignan           | Moussan         |

### Géologie et relief
La superficie de la commune est de 837 hectares ; son altitude varie de 31  à   9 mètres.

### Hydrographie

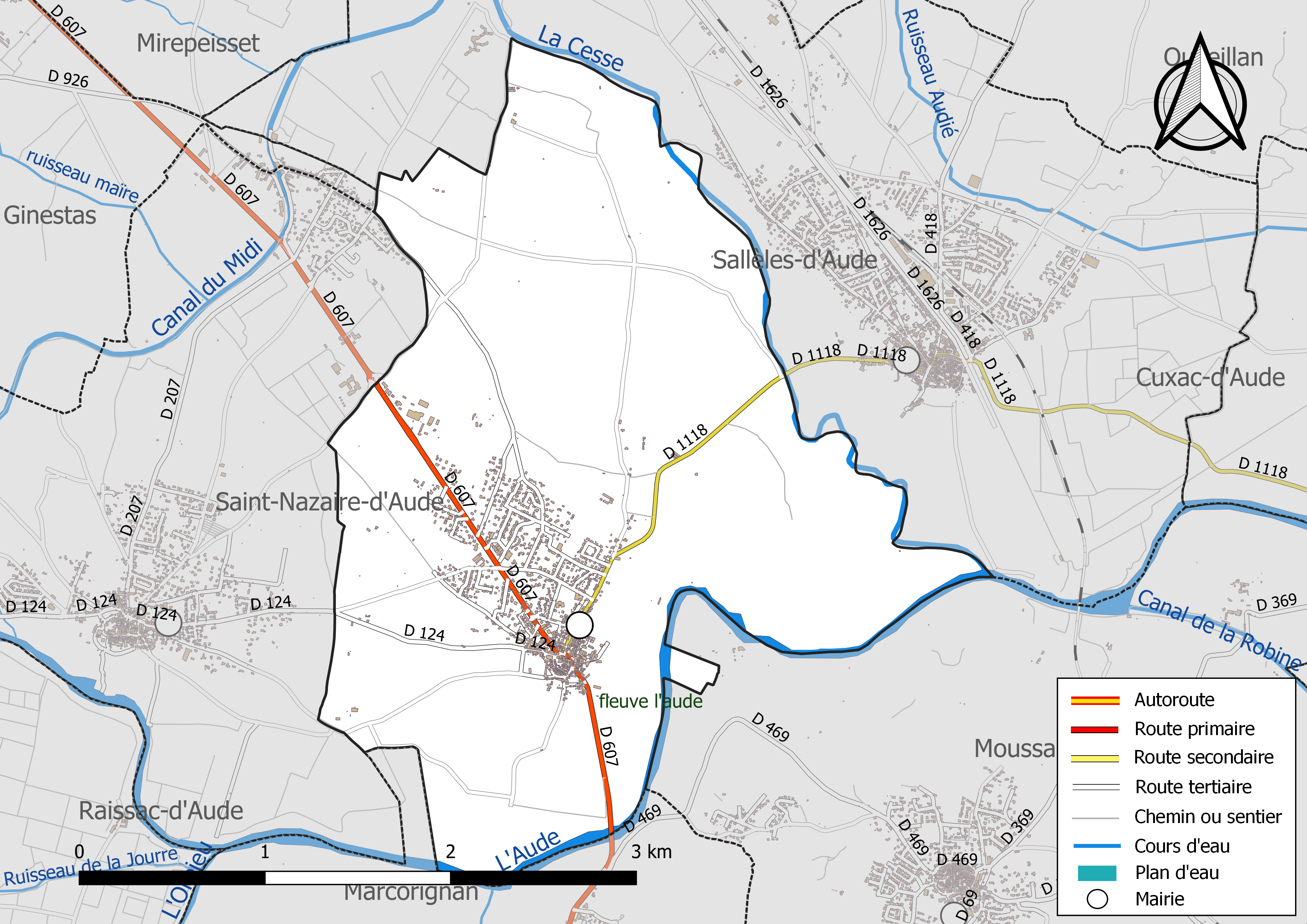
Carte hydrographique et des infrastructures routières de la commune.

La commune est dans la région hydrographique « Côtiers méditerranéens », au sein du bassin hydrographique Rhône-Méditerranée-Corse. Elle est drainée par l'Aude, la Cesse et le ruisseau de la Mayral, qui constituent un réseau hydrographique de 4 km de longueur totale,.
L'Aude, d'une longueur totale de 223,59 km, prend sa source dans la commune des Angles et s'écoule du sud vers le nord. Elle traverse la commune et se jette dans le golfe du Lion à Fleury, après avoir traversé 73 communes.
La Cesse, d'une longueur totale de 53,5 km, prend sa source dans la commune de Cassagnoles et s'écoule vers le sud-est. Elle traverse la commune et se jette dans l'Aude sur le territoire communal, après avoir traversé 16 communes.

### Climat
Pour des articles plus généraux, voir Climat de l'Occitanie et Climat de l'Aude.
En 2010, le climat de la commune est de type climat méditerranéen franc, selon une étude s'appuyant sur une série de données couvrant la période 1971-2000. En 2020, Météo-France publie une typologie des climats de la France métropolitaine dans laquelle la commune est exposée à un climat méditerranéen et est dans la région climatique Provence, Languedoc-Roussillon, caractérisée par une pluviométrie faible en été, un très bon ensoleillement (2 600 h/an), un été chaud (21,5 °C), un air très sec en été, sec en toutes saisons, des vents forts (fréquence de 40 à 50 % de vents > 5 m/s) et peu de brouillards.
Pour la période 1971-2000, la température annuelle moyenne est de 14,8 °C, avec une amplitude thermique annuelle de 16 °C. Le cumul annuel moyen de précipitations est de 570 mm, avec 5,6 jours de précipitations en janvier et 2,7 jours en juillet. Pour la période 1991-2020 la température moyenne annuelle observée sur la station météorologique la plus proche, située sur la commune d'Argeliers à 8 km à vol d'oiseau, est de 15,8 °C et le cumul annuel moyen de précipitations est de 624,7 mm,. Pour l'avenir, les paramètres climatiques de la commune estimés pour 2050 selon différents scénarios d’émission de gaz à effet de serre sont consultables sur un site dédié publié par Météo-France en novembre 2022.

### Milieux naturels et biodiversité

#### Réseau Natura 2000
Le réseau Natura 2000 est un réseau écologique européen de sites naturels d'intérêt écologique élaboré à partir des directives habitats et oiseaux, constitué de zones spéciales de conservation (ZSC) et de zones de protection spéciale (ZPS).
Un site Natura 2000 a été défini sur la commune au titre de la directive habitats : le « cours inférieur de l'Aude », d'une superficie de 5 358 ha, permet la reproduction d'espèces migratrices vulnérables (Alose feinte, Lamproie marine), en forte régression depuis la prolifération des ouvrages sur les cours d'eau.

#### Zones naturelles d'intérêt écologique, faunistique et floristique
L’inventaire des zones naturelles d'intérêt écologique, faunistique et floristique (ZNIEFF) a pour objectif de réaliser une couverture des zones les plus intéressantes sur le plan écologique, essentiellement dans la perspective d’améliorer la connaissance du patrimoine naturel national et de fournir aux différents décideurs un outil d’aide à la prise en compte de l’environnement dans l’aménagement du territoire.
Une ZNIEFF de type 1 est recensée sur la commune :
le « cours inférieur de l'Aude » (295 ha), couvrant 12 communes du département.

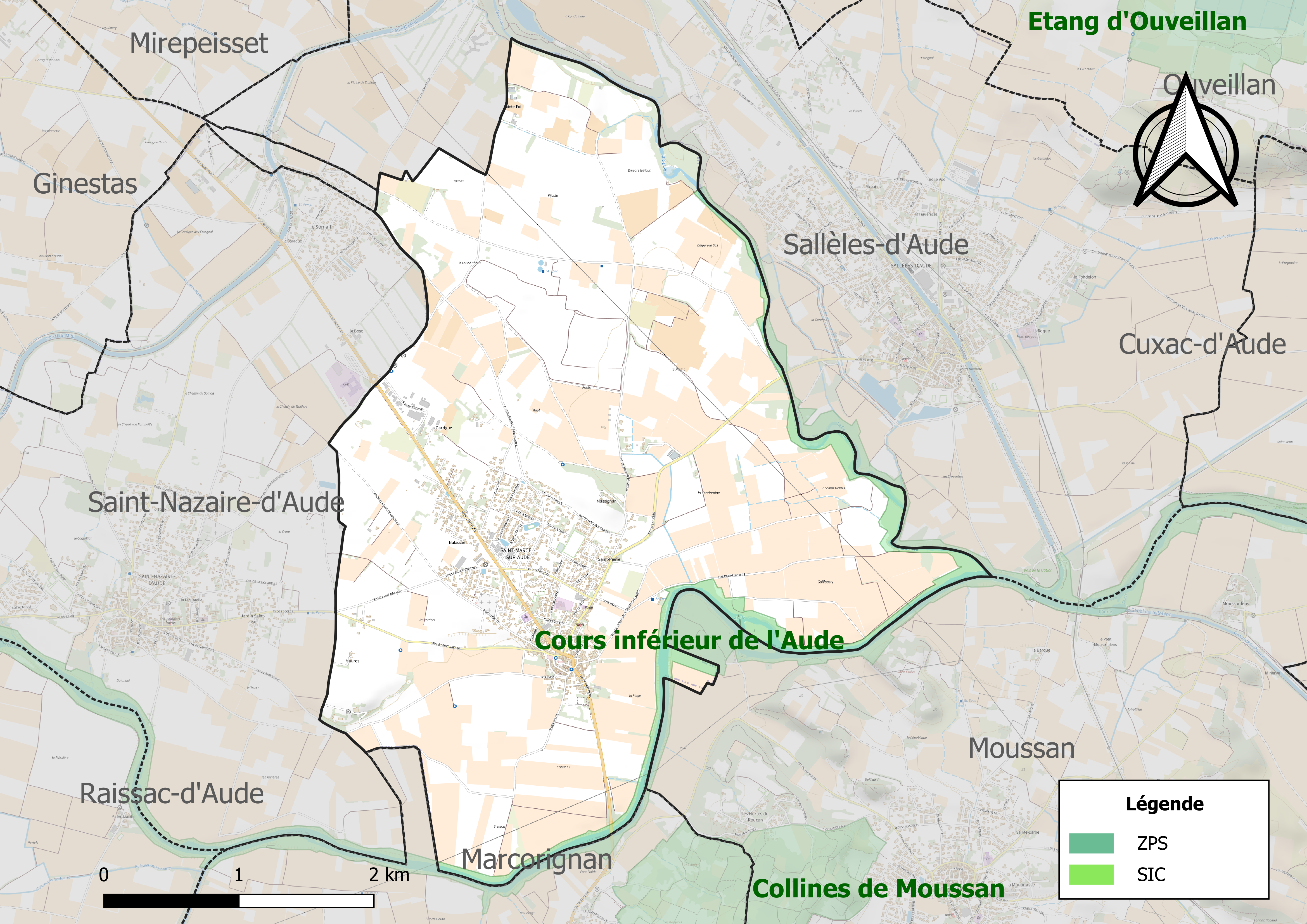
Site Natura 2000 sur le territoire communal.
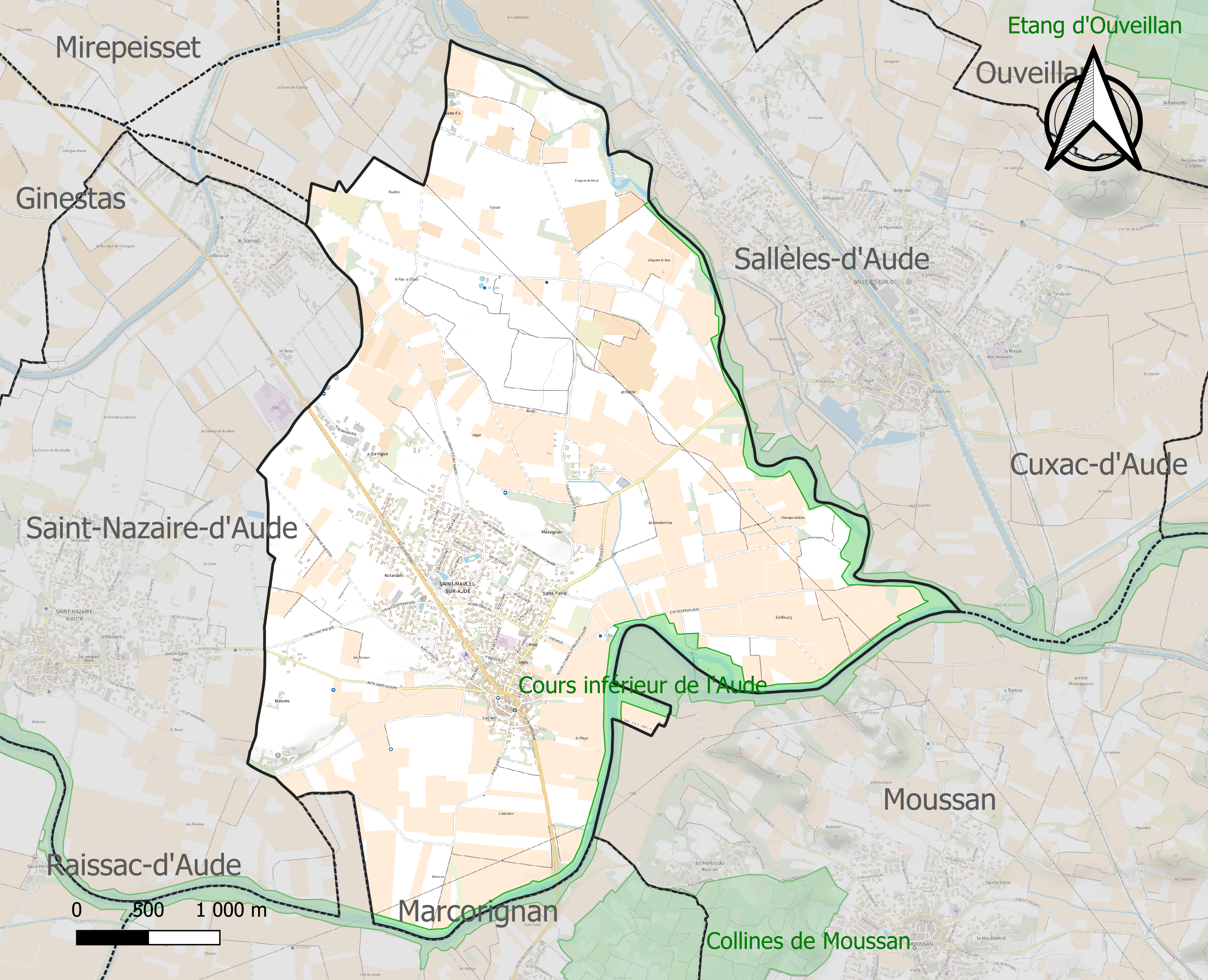
Carte de la ZNIEFF de type 1 localisée sur la commune.

## Urbanisme

### Typologie
Au 1er janvier 2024, Saint-Marcel-sur-Aude est catégorisée bourg rural, selon la nouvelle grille communale de densité à 7 niveaux définie par l'Insee en 2022.
Elle appartient à l'unité urbaine de Saint-Nazaire-d'Aude, une agglomération intra-départementale dont elle est une commune de la banlieue,. Par ailleurs la commune fait partie de l'aire d'attraction de Narbonne, dont elle est une commune de la couronne,. Cette aire, qui regroupe 71 communes, est catégorisée dans les aires de 50 000 à moins de 200 000 habitants,.

### Occupation des sols

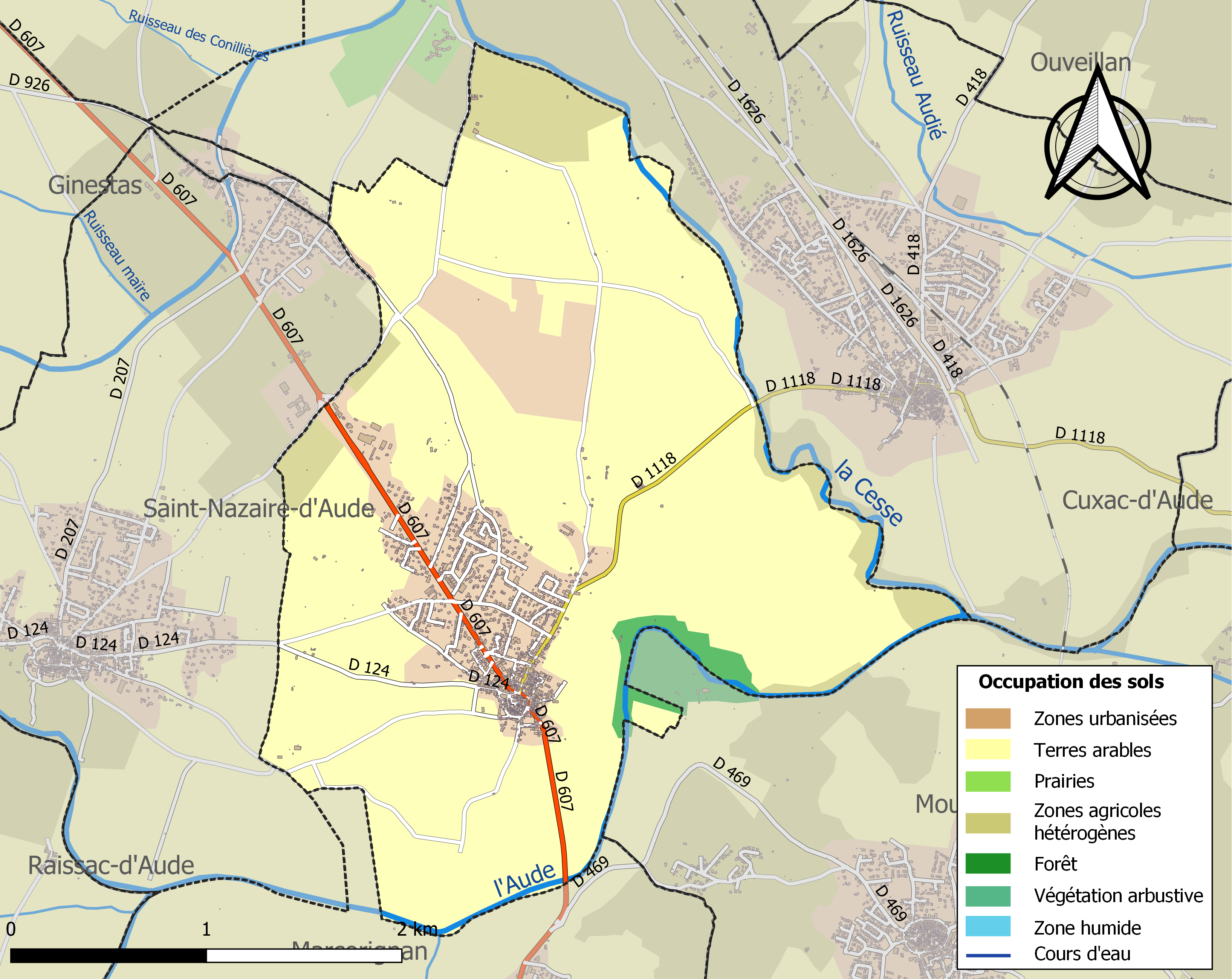
Carte des infrastructures et de l'occupation des sols de la commune en 2018 (CLC).

L'occupation des sols de la commune, telle qu'elle ressort de la base de données européenne d’occupation biophysique des sols Corine Land Cover (CLC), est marquée par l'importance des territoires agricoles (82,2 % en 2018), en diminution par rapport à 1990 (89,7 %). La répartition détaillée en 2018 est la suivante :
cultures permanentes (65,8 %), zones urbanisées (11,5 %), terres arables (9,2 %), zones agricoles hétérogènes (7,3 %), zones industrielles ou commerciales et réseaux de communication (4,7 %), forêts (1,5 %). L'évolution de l’occupation des sols de la commune et de ses infrastructures peut être observée sur les différentes représentations cartographiques du territoire : la carte de Cassini (XVIIIe siècle), la carte d'état-major (1820-1866) et les cartes ou photos aériennes de l'IGN pour la période actuelle (1950 à aujourd'hui).

### Habitat et logement
En 2021, le nombre total de logements dans la commune était de 971, alors qu'il était de 937 en 2016 et de 784 en 2011.
Parmi ces logements, 86,8 % étaient des résidences principales, 5,2 % des résidences secondaires et 8,1 % des logements vacants. Ces logements étaient pour 89,7 % d'entre eux des maisons individuelles et pour 9,4 % des appartements.
Le tableau ci-dessous présente la typologie des logements à Saint-Marcel-sur-Aude en 2021 en comparaison avec celle de l'Aude et de la France entière. Une caractéristique marquante du parc de logements est ainsi la faible proportion des résidences secondaires et logements occasionnels (5,2 %) par rapport au département (25,3 %) et à la France entière (9,7 %).
| Typologie                                               | Saint-Marcel-sur-Aude | Aude | France entière |
| ------------------------------------------------------- | --------------------- | ---- | -------------- |
| Résidences principales (en %)                           | 86,8                  | 66,6 | 82,2           |
| Résidences secondaires et logements occasionnels (en %) | 5,2                   | 25,3 | 9,7            |
| Logements vacants (en %)                                | 8,1                   | 8,1  | 8,1            |

### Voies de communication et transports
L'ancienne route nationale 607 (actuelle RD 607) est la voie principale de la commune, qu'elle relie à Narbonne.
La commune est desservie par les lignes 19, 20 et 21 des Autobus de Narbonne.

### Énergie
Une centrale solaire a été implantée en 2011 sur 40 ha de garigues, qui produit 16 MW/h d'électricité par an.

### Risques naturels et technologiques
Le territoire de la commune de Saint-Marcel-sur-Aude est vulnérable à différents aléas naturels : météorologiques (tempête, orage, neige, grand froid, canicule ou sécheresse), inondations et séisme (sismicité faible). Il est également exposé à un risque technologique, le transport de matières dangereuses. Un site publié par le BRGM permet d'évaluer simplement et rapidement les risques d'un bien localisé soit par son adresse soit par le numéro de sa parcelle.

#### Risques naturels
La commune fait partie du territoire à risques importants d'inondation (TRI) de Narbonne, regroupant 18 communes du bassin de vie de l'agglomération narbonnaise, un des 31 TRI qui ont été arrêtés fin 2012 sur le bassin Rhône-Méditerranée, retenu au regard des submersions marines et des débordements des cours d’eau l’Aude, l'Orbieu et la Berre. Des cartes des surfaces inondables ont été établies pour trois scénarios : fréquent (crue de temps de retour de 10 ans à 30 ans), moyen (temps de retour de 100 ans à 300 ans) et extrême (temps de retour de l'ordre de 1 000 ans, qui met en défaut tout système de protection),. La commune a été reconnue en état de catastrophe naturelle au titre des dommages causés par les inondations et coulées de boue survenues en 1982, 1986, 1987, 1992, 1994, 1996, 1999, 2005, 2006, 2009, 2011, 2013, 2014 et 2018,.

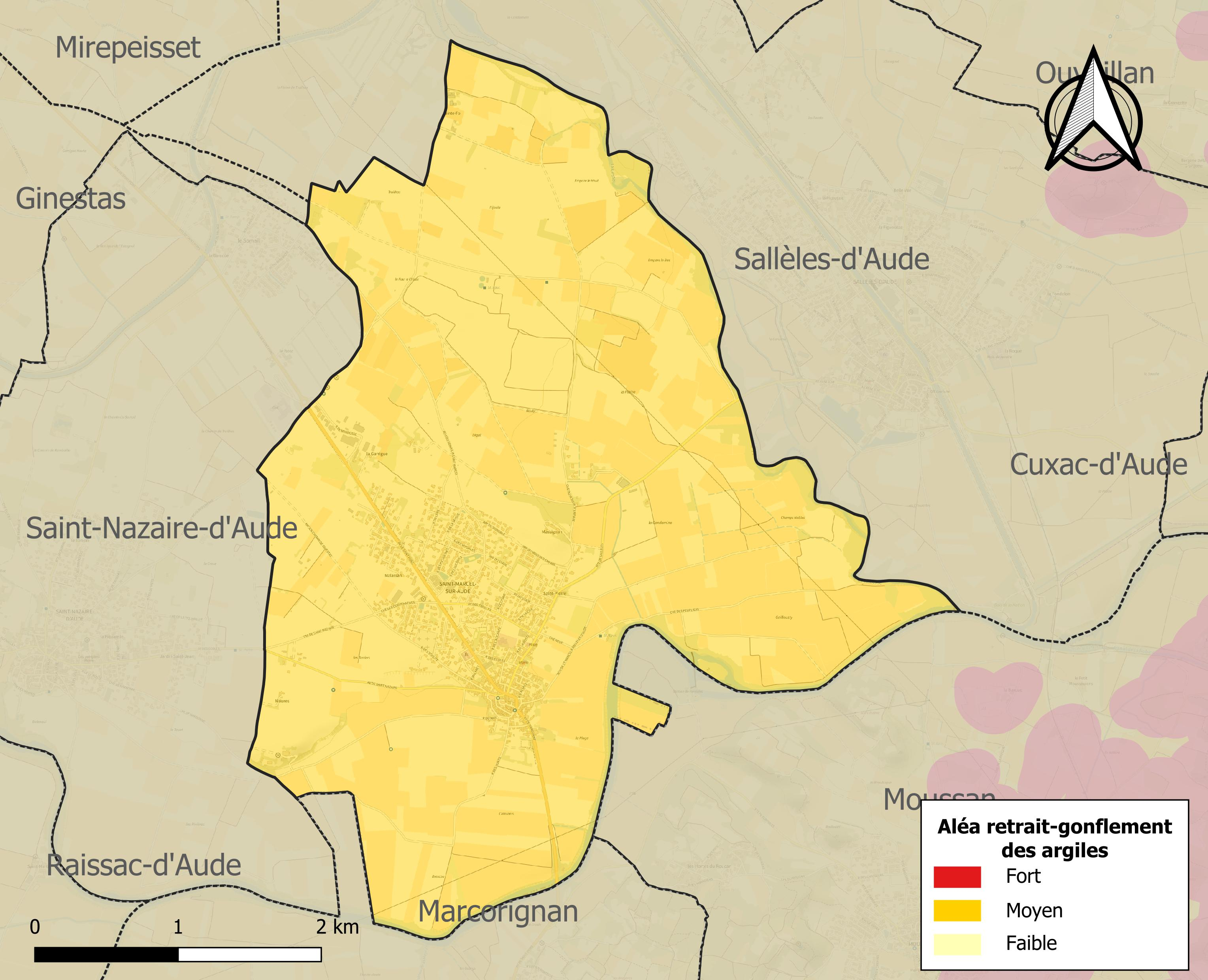
Carte des zones d'aléa retrait-gonflement des sols argileux de Saint-Marcel-sur-Aude.

Le retrait-gonflement des sols argileux est susceptible d'engendrer des dommages importants aux bâtiments en cas d’alternance de périodes de sécheresse et de pluie. La totalité de la commune est en aléa moyen ou fort (75,2 % au niveau départemental et 48,5 % au niveau national). Sur les 848 bâtiments dénombrés sur la commune en 2019, 848 sont en aléa moyen ou fort, soit 100 %, à comparer aux 94 % au niveau départemental et 54 % au niveau national. Une cartographie de l'exposition du territoire national au retrait gonflement des sols argileux est disponible sur le site du BRGM,.

#### Risques technologiques
Le risque de transport de matières dangereuses sur la commune est lié à sa traversée par une route à fort trafic. Un accident se produisant sur une telle infrastructure est en effet susceptible d’avoir des effets graves au bâti ou aux personnes jusqu’à 350 m, selon la nature du matériau transporté. Des dispositions d’urbanisme peuvent être préconisées en conséquence.

## Histoire
Le 5 novembre 2009, le Comité régional d'action viticole, un groupe radical occitan de producteurs de vin, mène une série d'actions : attentat contre une usine d'embouteillage à Servian, tentative d'attentat contre un même type d'usine à Mèze, action à Carcassonne ou deux vitres d'un Leader Price ont été brisées et plusieurs pneus incendiés, à Coursan et Saint-Marcel-sur-Aude plusieurs Intermarché ont aussi subi des dégâts mineurs.

## Politique et administration

### Rattachements administratifs et électoraux

#### Rattachements administratifs
La commune se trouve dans l'arrondissement de Narbonne du département de l'Aude.
Elle faisait partie depuis 1793 du canton de Ginestas. Dans le cadre du redécoupage cantonal de 2014 en France, cette circonscription administrative territoriale a disparu, et le canton n'est plus qu'une circonscription électorale.

#### Rattachements électoraux
Pour les élections départementales, la commune fait partie depuis 2014 du canton du Sud-Minervois.
Pour l'élection des députés, elle fait partie de la première circonscription de l'Aude.

### Intercommunalité
Saint-Marcel-sur-Aude était membre de la communauté de communes du Canal du Midi en Minervois, un établissement public de coopération intercommunale (EPCI) à fiscalité propre créé fin 2002 et auquel la commune avait transféré un certain nombre de ses compétences, dans les conditions déterminées par le code général des collectivités territoriales.
Cette intercommunalité a fusionné le 1er janvier 2010, au sein de la communauté d'agglomération dénommée le Grand Narbonne, dont est désormais membre la commune.

### Administration municipale
Le nombre d'habitants au recensement de 2011 étant compris entre 1 500 habitants et 2 499 habitants, le nombre de membres du conseil municipal pour l'élection de 2014 est de dix-neuf, y compris le maire et ses adjoints.

### Tendances politiques et résultats
Lors du premier tour des élections municipales de 2014 dans l'Aude, la liste DVG menée par le maire sortant Guillaume Héras obtient la majorité absolue des suffrages exprimés avec 757 voix (79,43 %, 17 conseillers municipaux élus dont 1 communautaire), devançant très largement celle SE menée par Joaquin Marin, qui a recueilli 1963 voix (20,56 %, 2 conseillers municipaux élus).
Lors de ce scrutin, 18,82 % des électeurs se sont abstenus.
Lors des élections municipales de 2020 dans l'Aude, la liste menée par le maire sortant Guillaume Héras est la seule candidate et obtient donc la totalité des suffrages exprimés. Elle est élue en totalité, et un de ses membres siège également au conseil communautaire.
Lors de ce scrutin marqué par la pandémie de Covid-19 en France, 51,52 % des électeurs se sont abstenus et 12,53 % des votants ont choisi un bulletin blanc ou nul.
Après la démission de Guillaume Héras, de élections municipales partielles sont organisées en mars 2023, qui voient le succes de la liste menée par Frédéric Nunez, adjoint sortant, avec 78 % des suffrages exprimés, devançant la liste menée par Gérard Vidal, qui a recueilli 21,8 % des sufrages exprimés et a donc deux élus au conseil municipal.

### Liste des maires
| Période                                  | Période                    | Identité         | Étiquette | Qualité                                                                              |
| ---------------------------------------- | -------------------------- | ---------------- | --------- | ------------------------------------------------------------------------------------ |
| Les données manquantes sont à compléter. |                            |                  |           |                                                                                      |
|                                          |                            |                  |           |                                                                                      |
| avant 1988                               |                            | Jean-Louis Viala | PS        |                                                                                      |
|                                          |                            |                  |           |                                                                                      |
| juin 1995                                | mars 2012,                 | Bernard Pendriez | SE        | Vigneron retraité Démisssionnaire                                                    |
| mars 2012                                | décembre 2022              | Guillaume Héras  | DVG       | directeur commercial chez Telsam Vice-président de la CA Grand Narbonne (2014 → 2022 |
| mars 2023                                | En cours (au 24 juin 2024) | Frédéric Nunez   |           | Employé civil ou agent de service de la fonction publique                            |

## Équipements et services publics

### Enseignement
Saint-Marcel-sur-Aude fait partie de l'académie de Montpellier.

## Population et société
Les habitants sont appelés les Saint-Marcellois ou Saint-Marcelloises.

### Démographie
L'évolution du nombre d'habitants est connue à travers les recensements de la population effectués dans la commune depuis 1793. Pour les communes de moins de 10 000 habitants, une enquête de recensement portant sur toute la population est réalisée tous les cinq ans, les populations de référence des années intermédiaires étant quant à elles estimées par interpolation ou extrapolation. Pour la commune, le premier recensement exhaustif entrant dans le cadre du nouveau dispositif a été réalisé en 2005.

En 2022, la commune comptait 2 019 habitants, en évolution de +1,82 % par rapport à 2016 (Aude : +2,65 %, France hors Mayotte : +2,11 %).
| 1793 | 1800 | 1806 | 1821 | 1831 | 1836 | 1841 | 1846 | 1851 |
| ---- | ---- | ---- | ---- | ---- | ---- | ---- | ---- | ---- |
| 457  | 469  | 509  | 485  | 551  | 581  | 698  | 610  | 632  |

| 1856 | 1861 | 1866 | 1872 | 1876 | 1881  | 1886  | 1891  | 1896  |
| ---- | ---- | ---- | ---- | ---- | ----- | ----- | ----- | ----- |
| 625  | 699  | 817  | 861  | 992  | 1 282 | 1 324 | 1 470 | 1 327 |

| 1901  | 1906  | 1911  | 1921  | 1926  | 1931  | 1936  | 1946 | 1954 |
| ----- | ----- | ----- | ----- | ----- | ----- | ----- | ---- | ---- |
| 1 363 | 1 227 | 1 173 | 1 146 | 1 139 | 1 145 | 1 019 | 821  | 842  |

| 1962 | 1968 | 1975 | 1982 | 1990  | 1999  | 2005  | 2006  | 2010  |
| ---- | ---- | ---- | ---- | ----- | ----- | ----- | ----- | ----- |
| 809  | 878  | 847  | 927  | 1 097 | 1 268 | 1 511 | 1 509 | 1 654 |

| 2015  | 2020  | 2022  | - | - | - | - | - | - |
| ----- | ----- | ----- | - | - | - | - | - | - |
| 1 953 | 2 028 | 2 019 | - | - | - | - | - | - |

| selon la population municipale des années : | 1968 | 1975 | 1982 | 1990 | 1999 | 2006 | 2009 | 2013 |
| Rang de la commune dans le département      | 63   | 63   | 53   | 39   | 31   | 33   | 33   | 29   |
| Nombre de communes du département           | 439  | 436  | 435  | 437  | 438  | 438  | 438  | 438  |

Saint-Marcel-sur-Aude est une commune rurale qui a  connu une forte hausse de la population depuis 1975.

### Manifestations culturelles et festivités
2e étape du Tour d'Espagne 2017,

## Économie

### Revenus
En 2018 (données Insee publiées en septembre 2021), la commune compte 761 ménages fiscaux, regroupant 1 802 personnes. La médiane du revenu disponible par unité de consommation est de 19 730 € (19 240 € dans le département).

### Emploi
| Division       | 2008   | 2013   | 2018   |
| -------------- | ------ | ------ | ------ |
| Commune        | 9,1 %  | 12,8 % | 10,3 % |
| Département    | 10,2 % | 12,8 % | 12,6 % |
| France entière | 8,3 %  | 10 %   | 10 %   |

En 2018, la population âgée de 15 à 64 ans s'élève à 1 176 personnes, parmi lesquelles on compte 75,1 % d'actifs (64,7 % ayant un emploi et 10,3 % de chômeurs) et 24,9 % d'inactifs,. Depuis 2008, le taux de chômage communal (au sens du recensement) des 15-64 ans est inférieur à celui du département, mais supérieur à celui de la France.
La commune fait partie de la couronne de l'aire d'attraction de Narbonne, du fait qu'au moins 15 % des actifs travaillent dans le pôle,. Elle compte 390 emplois en 2018, contre 368 en 2013 et 335 en 2008. Le nombre d'actifs ayant un emploi résidant dans la commune est de 767, soit un indicateur de concentration d'emploi de 50,8 % et un taux d'activité parmi les 15 ans ou plus de 55,1 %.
Sur ces 767 actifs de 15 ans ou plus ayant un emploi, 136 travaillent dans la commune, soit 18 % des habitants. Pour se rendre au travail, 90 % des habitants utilisent un véhicule personnel ou de fonction à quatre roues, 1 % les transports en commun, 4,7 % s'y rendent en deux-roues, à vélo ou à pied et 4,2 % n'ont pas besoin de transport (travail au domicile).

### Activités hors agriculture

#### Secteurs d'activités
160 établissements sont implantés à Saint-Marcel-sur-Aude au 31 décembre 2019. Le tableau ci-dessous en détaille le nombre par secteur d'activité et compare les ratios avec ceux du département,.
| Secteur d'activité                                                                                        | Commune | Commune | Département |
| Secteur d'activité                                                                                        | Nombre  | %       | %           |
| --- | ------- | ------- | ----------- |
| Ensemble                                                                                                  | 160     | 100 %   | (100 %)     |
| Industrie manufacturière, industries extractives et autres                                                | 5       | 3,1 %   | (8,8 %)     |
| Construction                                                                                              | 30      | 18,8 %  | (14 %)      |
| Commerce de gros et de détail, transports, hébergement et restauration                                    | 55      | 34,4 %  | (32,3 %)    |
| Information et communication                                                                              | 2       | 1,3 %   | (1,6 %)     |
| Activités financières et d'assurance                                                                      | 3       | 1,9 %   | (2,7 %)     |
| Activités immobilières                                                                                    | 7       | 4,4 %   | (5,2 %)     |
| Activités spécialisées, scientifiques et techniques et activités de services administratifs et de soutien | 15      | 9,4 %   | (13,3 %)    |
| Administration publique, enseignement, santé humaine et action sociale                                    | 23      | 14,4 %  | (13,2 %)    |
| Autres activités de services                                                                              | 20      | 12,5 %  | (8,8 %)     |

Le secteur du commerce de gros et de détail, des transports, de l'hébergement et de la restauration est prépondérant sur la commune puisqu'il représente 34,4 % du nombre total d'établissements de la commune (55 sur les 160 entreprises implantées à Saint-Marcel-sur-Aude), contre 32,3 % au niveau départemental.

#### Entreprises
Les cinq entreprises ayant leur siège social sur le territoire communal qui génèrent le plus de chiffre d'affaires en 2020 sont :
- Katev, supermarchés (18 067 k€)
- Exploitation Transports Gout, transports routiers de fret interurbains (1 488 k€)
- Ferreres Pieces Autos, commerce de détail d'équipements automobiles (909 k€)
- Auto - Ecole Saint - Marcel - AESM, enseignement de la conduite (574 k€)
- La Fournee Doree, boulangerie et boulangerie-pâtisserie (420 k€)

Viticulture : Coteaux-de-narbonne

### Agriculture
La commune est dans le « Narbonnais », une petite région agricole occupant le nord-est du département de l'Aude, également dénommée localement « plaine viticole du Bas-Languedoc ». En 2020, l'orientation technico-économique de l'agriculture  sur la commune est la viticulture.
|               | 1988 | 2000 | 2010 | 2020 |
| ------------- | ---- | ---- | ---- | ---- |
| Exploitations | 76   | 34   | 36   | 26   |
| SAU (ha)      | 461  | 353  | 313  | 348  |

Le nombre d'exploitations agricoles en activité et ayant leur siège dans la commune est passé de 76 lors du recensement agricole de 1988  à 34 en 2000 puis à 36 en 2010 et enfin à 26 en 2020, soit une baisse de 66 % en 32 ans. Le même mouvement est observé à l'échelle du département qui a perdu pendant cette période 60 % de ses exploitations,. La surface agricole utilisée sur la commune a également diminué, passant de 461 ha en 1988 à 348 ha en 2020. Parallèlement la surface agricole utilisée moyenne par exploitation a augmenté, passant de 6 à 13 ha.

## Culture locale et patrimoine

### Lieux et monuments
- Église Saint-Marcel devenue chapelle des Pénitents de Saint-Marcel-sur-Aude.
- Église Saint-Marcel de Saint-Marcel-sur-Aude.
- Le château du Comte (Maison d'hôtes).

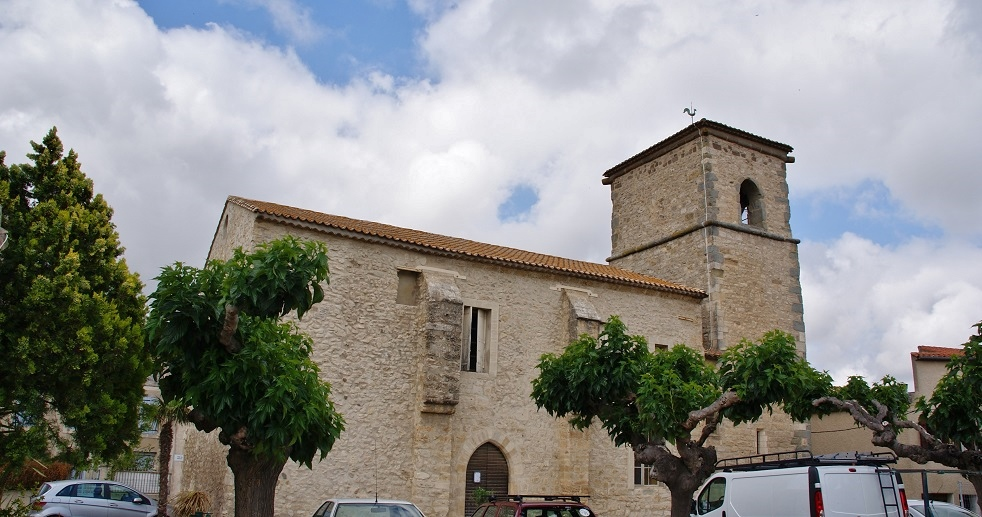
Église Saint-Marcel.
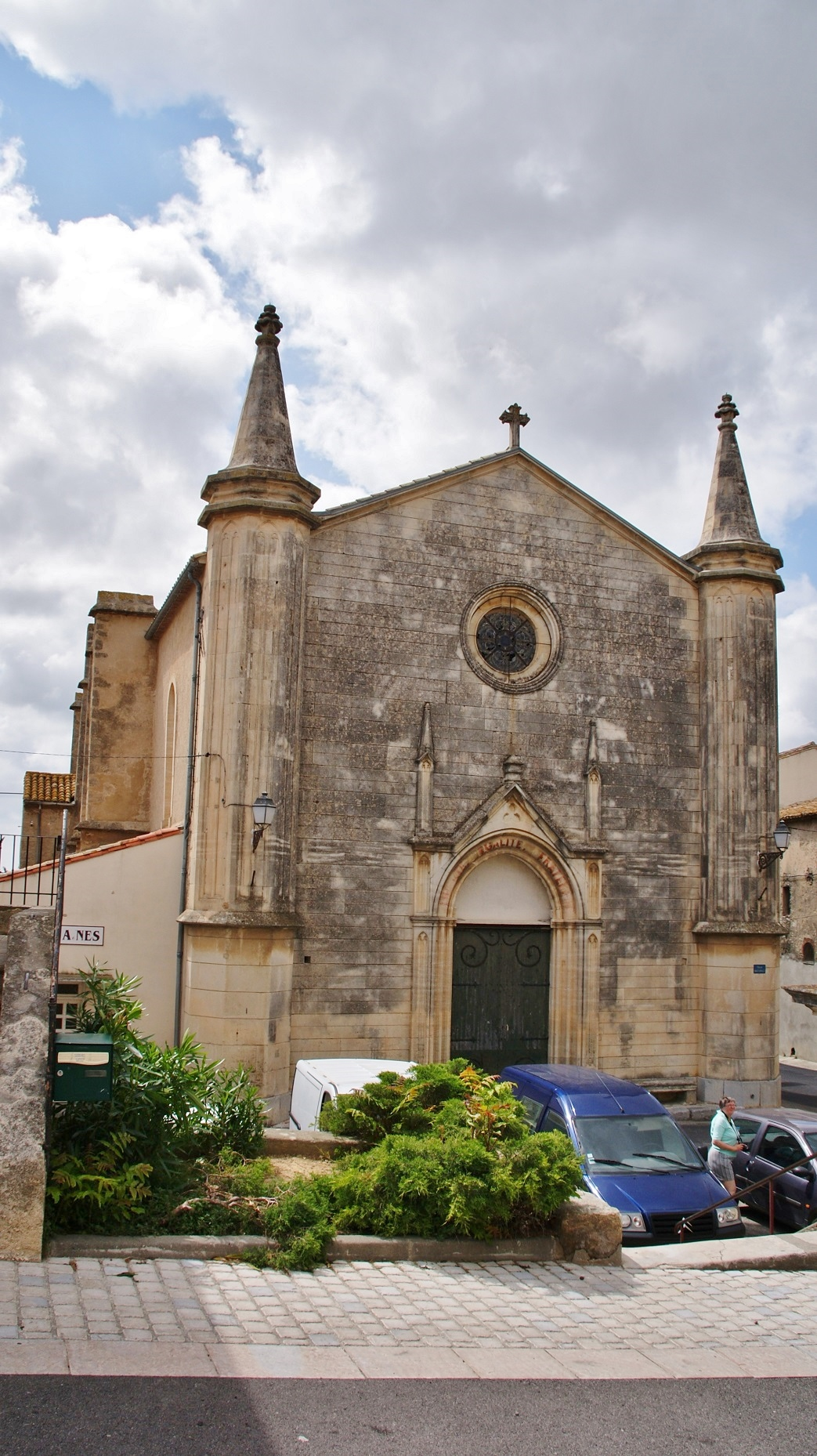
Chapelle des Pénitents.

### Héraldique
| Blason de Saint-Marcel-sur-Aude | Blason  | De sinople au pal fuselé d'or et de gueules.     |
| Blason de Saint-Marcel-sur-Aude | Détails | Le statut officiel du blason reste à déterminer. |

## Pour approfondir